# Новые Садки
Новые Садки (укр. Нові Садки) — посёлок,
Красовский сельский совет,
Криворожский район,
Днепропетровская область,
Украина.
Код КОАТУУ — 1221883506. Население по переписи 2001 года составляло 39 человек.

## Географическое положение
Посёлок Новые Садки находится на расстоянии в 1 км от сёл Широкое и Новожитомир.